# ハーマン・ペリー
ハーマン・ペリー（Herman Perry, 1922年5月16日 - 1945年3月15日）は、アメリカ合衆国の軍人。アフリカ系アメリカ人。第二次世界大戦中、アメリカ陸軍の兵士として従軍していたが、後に将校を殺害した上で脱走した。
1922年、ノースカロライナ州モンロー近くにて生を受ける。陸軍入隊後は第849工兵大隊（849th Engineer Battalion）の一員として中国・ビルマ・インド戦線に派遣され、レド公路の建設にも参加している。
1944年3月3日、ペリーの上官だったハロルド・キャディ中尉（Harold Cady）は、職務怠慢を理由に彼を逮捕して現地の軍刑務所に送ろうと試みた。ペリーは以前にもその刑務所に収監されたことがあり、虐待が横行していることを知っていた。キャディに発見されると、ペリーは小銃を構えて自分に近づくなと警告し、「後ろに下がれ」（Get back）と繰り返した。
それでも前に進もうとしたため、ペリーはキャディを射殺した。その後、追跡を逃れてジャングルへと逃げ込んだペリーは、インド北東部やビルマ北部に暮らすナガ族が送っていた「首狩り族」風の生活様式を真似ながら生き延びていくことになる。陸軍によって2度逮捕されたが脱走に成功している。また、2度目の逮捕時には殺人について有罪判決を受け、1944年9月4日には軍法会議によって死刑が宣告された。最終的には1945年3月9日にアッサム州にて逮捕され、3月15日に絞首刑が執行された。
2008年、ブレンダン・I・コーナーとジョージ・P・ペレケーノスによるペリーの伝記『Now the Hell Will Start: One Soldier's Flight From the Greatest Manhunt of World War II』が出版された。